# Gary Anderson (sportiv)
Gary Anderson (n. 18 septembrie 1967, Londra, Anglia, Regatul Unit) este un ciclist neozeelandez, medaliat olimpic. A participat la 4 ediții ale Jocurilor Olimpice (1988, 1992, 1996, 2000) în care a câștigat o medalie de bronz.